# Lasioglossum forbesii
Lasioglossum forbesii är en biart som först beskrevs av Robertson 1890.  Lasioglossum forbesii ingår i släktet smalbin, och familjen vägbin. Inga underarter finns listade i Catalogue of Life.

## Beskrivning
En svart, avlång art där honan har blekgul behåring som är tämligen kraftig på huvudet och mellankroppens sidor. Tergiterna (segmenten på bakkroppens ovansida) 2 till 4 har täta, blekgula hårband i framkanterna. Även hanen har dessa tvärband, även om det på fjärde tergiten kan saknas (egentligen vara dolt under den tredje tergitens bakkant). Honan blir mellan 8 och 9 mm lång, hanen omkring 8 mm. Lasioglossum athabascense är en förväxlingsart.

## Ekologi
Arten, som flyger mellan april och september, är polylektisk, den hämtar nektar och pollen från blommande växter ur många familjer. Bland besökta växter märks korsblommiga växter som Physaria filiformis, ärtväxter som Amorpha canescens, rosväxter som äpple och ljungväxter som blåbär.

## Utbredning
Utbredningsområdet omfattar Nordamerika från Washington till New Brunswick och söderut till Texas och Georgia.